# Присяжний Костянтин Васильович

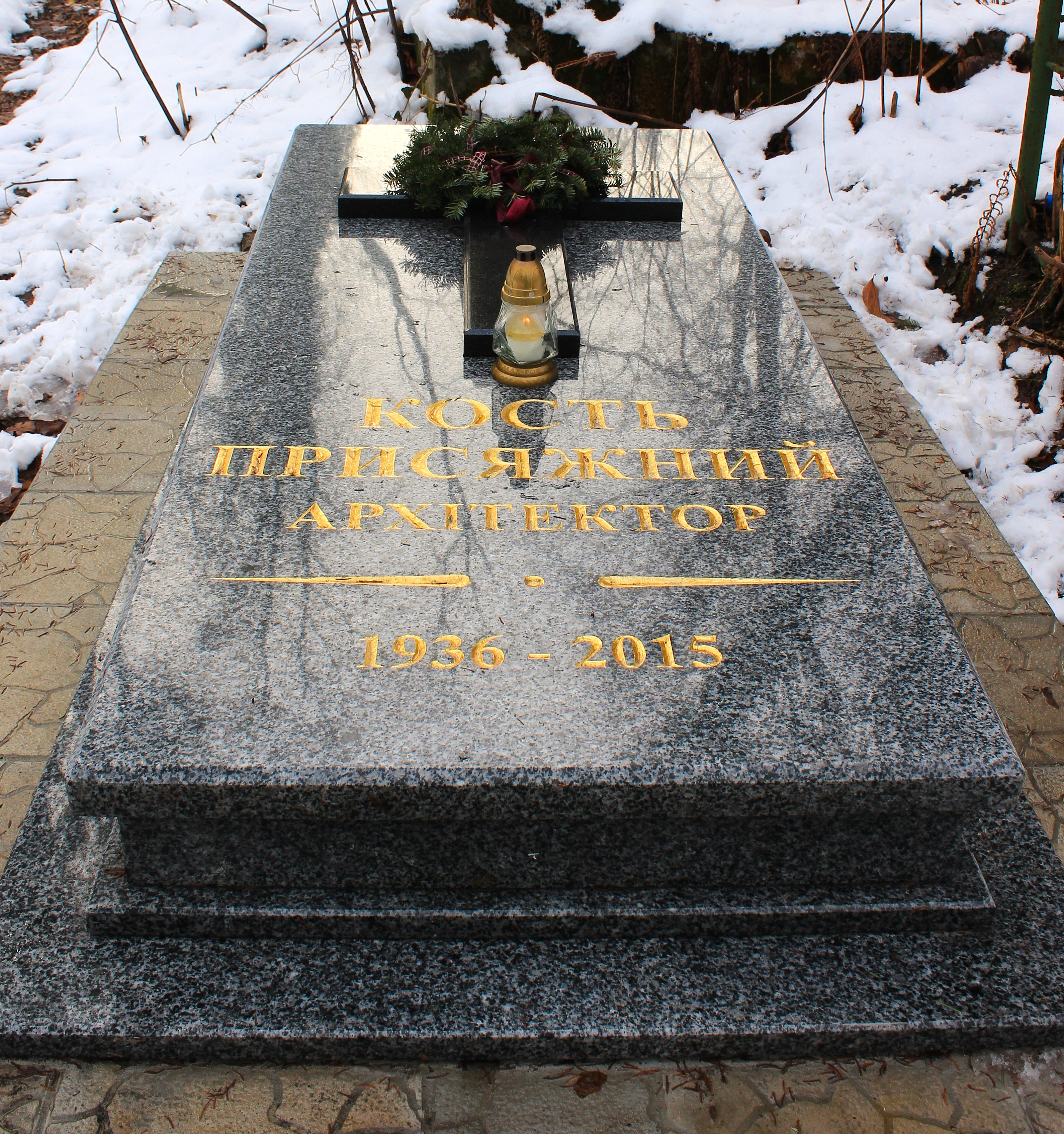
Нагробок на могилі архітектора Костя Присяжного.

Костянтин Васильович Присяжний (15 січня 1936, с. Ротфронт, Молочанський район, Запорізька область — 2 вересня 2015, м. Львів) — архітектор, художник, реставратор, педагог.

## Біографія
Народився у с. Ротфронт (нині село Владівка, Чернігівського району, Запорізької області). Закінчив Дніпропетровський політехнічний інститут (1956). Протягом 1960–1972 років працював у Дніпропетровську. 1972 року переїхав до Львова. До 1992 року працював у реставраційних майстернях (тепер інститут «Укрзахідпроектреставрація»). 1986 року за реставрацію Львівського оперного театру нагороджений Державною премією Ради Міністрів СРСР (у складі колективу). Дійсний член ICOMOS. Від 1993 року доцент на кафедрі реставрації і реконструкції архітектурних комплексів Львівської політехніки. Від 2004 року — науковий працівник Державного історико-культурного заповідника у Белзі. Автор та співавтор низки проєктів реставрації. Друкував статті у фаховій періодиці. Займався графікою (рисунок, ліногравюра), акварельним живописом.  
Помер 2 вересня 2015 року. Похований при головній алеї на 42 полі Личаківського цвинтаря.

## Роботи
Від 1972 року він працював в галузі реставрації, що дало йому змогу написати 80 статей про пам'ятки до каталогу «Пам'ятки містобудівництва та архітектури УРСР». Зокрема, як архітектор він розробив наступні проєкти:
- Перше місце на всесоюзному конкурсі проєктів реконструкції центру Коломиї (спільно з Романом Могитичем)[3].
- Конкурсний проєкт монументу в Асуані в Єгипті. 1967 рік. Заохочувальна премія.
- Пам'ятник Іванові Манжурі. Встановлений 1970 року у Дніпропетровську, знищений 1973. Відновлений 1989. Скульптор Едуард Курильов.[2]
- Проєкт комплексу Дніпропетровського університету (1969–1971)[2].
- Пам'ятник Лазарю Глобі у Дніпропетровську. Встановлений 1972 року. Скульптор Едуард Курильов.[2]
- Санаторій «Южный» у Трускавці (1972)[2].
- Проєкт реставрації і пристосування костелу в Дрогобичі (спільно з Євгеном Соболевським).
- Реставрація Міського арсеналу у Львові (1973–1978, у співавторстві).[2]
- Реставрація ансамблю бернардинського монастиря у Львові.
- Реставрація костелу святих апостолів Петра і Павла у Кам'янці-Подільському.
- Реставрація оперного театру у Львові (у співавторстві)[2].
- Реставрація церкви монастиря святого Йоакима Оссоговського в Македонії[4].
- Реставрація Свірзького замку (у співавторстві).
- Реставрація Скиту манявського.
- Концептуальні «проєкти-провокації».
- Пам'ятник на могилі художника Євгена Лисика на Личаківському цвинтарі у Львові, поле 67[5] (2005), на могилі художника Зеновія Флінти там же, поле 21[6]. Скульптор обидвох пам'ятників — Роман Петрук[2].

## Публікації
- Двері : історичний огляд / Кость Присяжний // Вісник інституту "Укрзахідпроектреставрація" : [збірник статей] / Інститут "Укрзахідпроектреставрація" ; [редакція: Іван Могитич, Василь Слободян]. — Львів, 2002. — Число 12. — С. 142-150.
- Луцька брама в Острозі. Дослідження та спроба реконструкції / Оксана Байцар-Артеменко, Кость Присяжний // Фортеця: збірник заповідника ”Тустань” : на пошану Михайла Рожка. –Львів : Камула, 2009. – Кн. 1. – С. 490-497.
- Невідомий рисунок львівського міського арсеналу Ф. Ковалишина / Кость Присяжний // Вісник інституту "Укрзахідпроектреставрація": [збірник статей] / Інститут "Укрзахідпроектреставрація" ; [редколегія: Іван Могитич, Василь Слободян, Оксана Бойко та ін.]. — Львів, 2005. — Число 15. – С. 148-149.
- Орнамент і вітражі каплиці хотинського замку / К. В. Присяжний // Вісник Державного університету "Львівська політехніка". Серія : Резерви прогресу в архітектурі та будівництві: [зб. наук. праць] / [редкол.: М. І. Стасюк (відп. ред.) та ін.]. — Львів : Вид-во Держ. ун-ту "Львів. політехніка", 1994. — № 278. — С. 149-151.
- Цегла в пам’ятках архітектури Жовкви / Кость Присяжний, Микола Бевз // Будуємо інакше. —1998. — № 2. – С. 14-17.